# Guramiji
Guramiji (Trichogasterinae) vrsta rib, ki so poddružina labirintovcev. Z okoli 20 vrstami poseljujejo sladke vode južne in jugovzhodne Azije.

## Opis
Veliki so od 4 do 50 cm, telo imajo bočno sploščeno, pogosto pisano obarvano, trebušne plavutiso podaljšane v nitasta trakova, na katerih so čutnice za okus. Za večino je značilna gradnja penastega gnezda in skrb za zarod. 

## Čokoladni gurami
čokoladni gurami (Sphaerichthyos osphromenoides) zraste do 6 cm in je čokoladno do rdeče rjavo obarvan. Telo ima številne svetlo rumene do belkaste prečne proge in veliko, rjavo, rumeno lisasto predrepno plavut. Trebušne plavuti so rumenkaste. Živi na Malajskem polotoku in Sumatri.

## Bledi gurami
Bledi gurami (Helostoma temmincki), ki mu neredko pravijo tudi zaljubljeni  gurami.Zanje je značilno ˝Poljubljanje˝, poseben način obnašanja, do katerega pride pri medsebojnih bojih ali snubljenju. Do 30 cm velike, rumeno zelene, temno vzdolžno progaste ribice Živijo v Indiji in na Velikih Sundskih otokih, kjer jih radi jedo. V ujetništvu izgubijo svoje naravne barve in postanejo blede. 

## Godrnjavček
Godrnjavček (Trichopsis vittatus) Majhna riba 6 cm dolga, je rjavkasto do rumenkasto obarvana in ime je dobila zaradi svojega oglašanja. Zlasti med drstenjem se samčki med boji oglašajo tako močno, da jih lahko slišimo tudi na večje razdalje.